# Доцентрова сила

Доцентрова сила (англ. Centripetal force) — будь-яка сила, що надає тілу доцентрового прискорення.
Кількісно доцентрова сила дорівнює
{\displaystyle F=m{\frac {v^{2}}{R}}},
де F — доцентрова сила, v — швидкість, m — маса тіла, R — миттєвий радіус руху.
Доцентрова сила здебільшого є силою реакції, як, наприклад, при обертанні тіла на мотузці. У випадку обертання планет навколо Сонця роль доцентрової сили відіграє гравітація. Доцентровою силою може бути також сила Лоренца, яка при коловому русі заряду в магнітному полі має вигляд (система ISQ)
{\displaystyle F=evB},
де e — величина заряду, B — магнітна індукція.